# Liste der geschützten Landschaftsbestandteile im Landkreis Schmalkalden-Meiningen
Im Landkreis Schmalkalden-Meiningen gab es im Juni 2024 insgesamt 13 ausgewiesene geschützte Landschaftsbestandteile.

## Geschützte Landschaftsbestandteile
| Auwaldrest bei Wasungen                        | BW | SM0115 | Wasungen            | ⊙ | 12,3  |               |
| Baumumgebung Hofsee bei Behrungen              | BW | SM0104 | Grabfeld            | ⊙ | 4,13  |               |
| Dölmerlein bei Benshausen                      | BW | SM0069 | Zella-Mehlis        | ⊙ | 4,46  | 16. Okt. 2006 |
| Ecketal                                        | BW | SM0113 | Mehmels             | ⊙ | 2,0   | 20. Mai 1994  |
| Feuchtfläche bei Stepfershausen                | BW | SM0075 | Meiningen           | ⊙ | 0,65  | 1. Nov. 1994  |
| Feuchtfläche unterm Sürch                      | BW | SM0114 | Wasungen            | ⊙ | 1,75  | 1. Nov. 1994  |
| Feuchtgebiet in der unteren Grumbach           | BW | SM0111 | Brotterode-Trusetal | ⊙ | 4,99  |               |
| Graulache                                      | BW | SM0108 | Grabfeld            | ⊙ | 5,35  |               |
| Grumbachteiche Wasungen                        | BW | SM0116 | Wasungen            | ⊙ | 1,5   | 1. Nov. 1994  |
| Mehlweiß                                       | BW | SM0112 | Meiningen           | ⊙ | 6,6   | 20. Mai 1994  |
| Riedergraben Aschenhausen                      | BW | SM0107 | Kaltennordheim      | ⊙ | 14,31 |               |
| Steinbachtal                                   | BW | SM0110 | Rippershausen       | ⊙ | 19,98 |               |
| Wirtswiese                                     | BW | SM0109 | Grabfeld            | ⊙ | 3,06  |               |
| Legende für Geschützter Landschaftsbestandteil |    |        |                     |   |       |               |